# Mburuvicha galianoae
Mburuvicha galianoae là một loài nhện trong họ Salticidae.
Loài này thuộc chi Mburuvicha. Mburuvicha galianoae được Scioscia miêu tả năm 1993.